# Feel This Moment
Singles de Pitbull
Don't Stop the Party
(2012) Live It Up
(2013)
Singles par Christina Aguilera
Just a Fool
(2012)
Feel This Moment est une chanson du rappeur américain Pitbull en duo avec la chanteuse américaine Christina Aguilera qui sample le titre Take on Me du groupe a-ha. Le refrain est interprété par Christina Aguilera et les couplets par Pitbull. Le single sort sous format numérique et CD single le 23 novembre 2012 sous les labels américain Mr. 305, Polo Grounds et RCA Records. 4e single extrait du 7e album studio du rappeur, la chanson est produite par Adam Messinger, Nasri, Sir Nolan et par DJ Buddha. In 2013 Actress\Singer Lea Michele recorded a cover of this Song With a 1970,s Guitar style sounds of original classic rock singer David Bowie Fans posted of all rare photos of her On YouTube In Early mid-late 2014 with her Partner Darren Criss and This is the cover 

## Genèse
Le 16 octobre 2012, le site Web officiel de Pitbull donne une liste des collaborateurs possibles attendus sur l'album, avec notamment Christina Aguilera. Feel This Moment est la première collaboration entre Pitbull et Aguilera. Pitbull a parlé de la collaboration avec Aguilera dans une interview : « Feel This Moment est un single particulier et travailler avec Christina est un honneur, autant pour son talent que pour sa voix et, parce que c'est une chanson très forte aussi, tout le monde va danser dessus ».

## Réception
David Jeffries de Allmusic a qualifié la chanson de « magnifique explosion disco ». Le journaliste Ray Rahman d'Entertainment Weekly considère que Feel This Moment est « la meilleure chanson de l'album ». Jeremy Thomas de 411 Mania a salué les passages d'Aguilera, écrivant qu'elle « ajoute un peu de substance musicale au style de Pitbull et est très agréable à écouter ». Sam Lanksy de Idolator l'a appelée « doozy », saluant la partie d'Aguilera et l'appelant « un refrain mémorable », ajoutant que « la chanson est meilleure que celle d'Aguilera avec Chris Mann, The Blower's Daughter ».
Jason Lipshut du Billboard a aussi salué les chants de diva de la chanteuse, qu'il pense magnifique. Rick Florino de Artist Direct la salue également, écrivant que « Aguilera livre un refrain brillant comme Pitbull qui conduit les couplets ». Nicolle de Weeks of 4Music a aussi aimé, écrivant que « la chanson possède un air entraînant pour danser. Elle ne présente pas de misogynie, ce qui est agréable ».

## Live
Christina Aguilera et Pitbull ont chanté Feel This Moment aux American Music Awards ainsi qu'aux Kids Choice Awards.

## Crédits et musiciens
- Armando C. Perez – chanteur, parolier
- Chantal Kreviazuk – parolier
- Nolan Lambroza – parolier, réalisateur
- Adam Messinger – parolier, réalisateur
- Urales « DJ Buddha » Vargas – parolier, record producer
- Christina Aguilera – chanteuse
- Nasri – parolier, réalisateur

## Classement hebdomadaire
| Classement                              | Meilleure position |
| --------------------------------------- | ------------------ |
| Australie (ARIA)                        | 6                  |
| Allemagne (Media Control AG)            | 9                  |
| Autriche (Ö3 Austria Top 40)            | 2                  |
| Belgique (Flandre Ultratop 50 Singles)  | 7                  |
| Belgique (Wallonie Ultratop 50 Singles) | 6                  |
| Canada (Hot 100)                        | 4                  |
| Corée du Sud (Gaon Chart)               | 5                  |
| Danemark (Tracklisten)                  | 20                 |
| Espagne (PROMUSICAE)                    | 1                  |
| États-Unis (Hot 100)                    | 8                  |
| États-Unis (Pop Airplay)                | 3                  |
| États-Unis (Rap Songs)                  | 3                  |
| États-Unis (Dance Club Songs)           | 17                 |
| France (SNEP)                           | 23                 |
| Finlande (Suomen virallinen lista)      | 6                  |
| Hongrie (Single Top 40)                 | 3                  |
| Hongrie (Dance Top 40)                  | 6                  |
| Irlande (IRMA)                          | 13                 |
| Islande (Tónlist)                       | 5                  |
| Nouvelle-Zélande (RMNZ)                 | 7                  |
| Pologne (ZPAV)                          | 3                  |
| Pologne (Dance Top 50)                  | 1                  |
| Norvège (VG-lista)                      | 6                  |
| Slovaquie (IFPI Rádio)                  | 4                  |
| Suède (Sverigetopplistan)               | 25                 |
| Suisse (Schweizer Hitparade)            | 9                  |
| Israël (Media Forest)                   | 6                  |
| Tchéquie (IFPI Rádio)                   | 1                  |
| Royaume-Uni (UK Singles Chart)          | 5                  |
| Royaume-Uni (UK Dance Chart)            | 1                  |

### Certifications
| Pays             | Organisme | Certification | Vente     |
| ---------------- | --------- | ------------- | --------- |
| Allemagne        | BVMI      | Or            | 150 000   |
| Australie        | ARIA      | 2 × Platine   | 140 000   |
| Autriche         | IFPI      | Or            | 15 000    |
| Belgique         | BEA       | Or            | 15 000    |
| Danemark         | IFPI      | Platine       | 30 000    |
| États-Unis       | RIAA      | 2 × Platine   | 2 000 000 |
| Nouvelle-Zélande | RIANZ     | Platine       | 15 000    |
| Suède            | GLF       | Or            | 20 000    |
| Suisse           | IFPI      | Platine       | 30 000    |

## Historique de sortie
| Pays       | Date           | Format                 |
| ---------- | -------------- | ---------------------- |
| États-Unis | 4 février 2013 | Radiodiffusion         |
| États-Unis | 15 avril 2013  | Téléchargement digital |

## Clip
Le clip vidéo de la chanson est en quelque sorte un symbole de la célébrité et de la gloire. Tourné en noir et blanc, on y voit Pitbull et Christina Aguilera en train de chanter.